# Kontorhaus Suding und Soeken
Das Kontorhaus Suding und Soeken in Bremen steht im Stadtteil Mitte, Ortsteil Altstadt, Langenstraße Nr. 28 (früher Nr. 112): 
Seit 1973 steht das Gebäude als Bremer Denkmal unter Bremer Denkmalschutz.

## Geschichte
Das Wohn- und Geschäftshaus Suding und Soeken wurde um 1620/30 im Stil der Renaissance gebaut. Es ist das letzte bremische Kaufmannshaus mit einer erhaltenen Diele. Der zweigeschossige Luftraum lässt erkennen, dass die Diele einst das ganze Erdgeschoss umfasste, von wo aus mittels einer mittigen Winde alle oberen Lagergeschosse beschickt werden konnten. Der 12,50 Meter breite Giebel mit seinen sieben Geschossen ist ein typisches Beispiel der Weserrenaissance. Die Giebelfront hat einen „prachtvollen, bizarr bewegten Knorpelwerkgiebel“.
Die zweigeschossige Utlucht entstand um 1730. So auch das Kontor und die Küche im EG sowie im Obergeschoss neben den fünf Zimmern der Saal. Eine prachtvolle, teils zweiläufige Treppe führte vom Erdgeschoss zu den repräsentativen Räumen. Reichhaltig waren die Schnitzereien an den Brüstungen von Treppe und den Galerien. Vor dem kleinen Saal auf der einen Seite und den Wohnräumen auf der anderen Seite befindet sich jeweils eine Galerie. Die äußeren Rokoko-Ergänzungen in den beiden unteren Sockelgeschossen sind durch den Sandstein geprägt.  
1902 wurde das Haus vollständig erneuert, jedoch blieben der Giebel und der Grundriss der Hauptgeschosse erhalten.

## Suding & Soeken
1888 fand die Gründung der Firma Suding & Soeken durch die gleichnamigen Familien statt. Sie verkauft und stellt Farben & Lacke her. 1901 bezog das Unternehmen das erworbene Geschäftshaus, Langenstraße 112, heute Langenstraße 28. Der Markenname REESA wurde 1922 eingeführt. Ein neues Fabrikations- und Verwaltungsgebäude in Bremen-Hemelingen bezog die Firma 1962 und baute die Anlagen später aus. 1964 und 1968 übernahm die Firma andere Farbengroßhandlungen und erweiterte die Produktion im Bereich Autoreparaturlacke und Siebdruckbedarf. Durch Niederlassungen in Kassel, Neumünster, Magdeburg, Erfurt und Meißen erweiterte sich das Geschäftsfeld.